# Venezolana de Televisión
A Venezolana de Televisión é uma rede de televisão da Venezuela. Foi criada em agosto de 1964 com o nome de Cadeña Venezolana de Televisión (CVTV). Em setembro de 1974 foi nacionalizada e em 8 de abril de 1976 adquiriu seu nome atual. Pode ser sintonizada em toda a Venezuela.
A maior parte da programação é gravada ao vivo, com noticiários pró-governo que censuram atos perpetrados pela oposição e protestos contra o regime, de acordo com diversos relatos da mídia.  Além disso, também retransmite a programação de Telesur e RT .

## História
Venezolana de Televisión foi fundada como emissora privada de alcance local na cidade de Caracas , pela família de empresários Vollmer, iniciando suas transmissões na frequência 8 em VHF (180-186 MHz), com o nome inicial de Cadena Venezolana de Televisión. , CA (CVTV), em 1 de agosto de 1964 às 19h30
O então Presidente da República Raúl Leoni foi o escolhido para cortar a fita inaugural. Apesar do nome, no entanto, não era uma rede nacional de televisão, pois carecia de alcance nacional. Essa situação foi mudando e, no final da década de 1960, o sinal já contava com repetidores nas principais cidades do país.
Em 31 de agosto de 1974, após prolongados problemas financeiros causados pela forte concorrência das já consolidadas redes RCTV e Venevisión , o canal foi nacionalizado pelo governo de Carlos Andrés Pérez por 25 milhões de bolívares, e em 8 de abril de 1976 adquiriu o nome atual. Desde então, seu lema tem sido "O Canal de Todos os Venezuelanos".
Entre 1974 e 1980, a VTV foi totalmente financiada pelo Estado venezuelano, experimentando uma expansão em sua cobertura que lhe permitiu ser sintonizada em todo o país. No entanto, devido a cortes no orçamento, desde 1980 foi permitida a exibição de anúncios para obter financiamento adicional.
A partir de 1º de dezembro de 1979, a VTV, como as demais redes de televisão venezuelanas, foi autorizada, pelo governo do presidente Luis Herrera Campins , a transmitir totalmente em cores, utilizando o sistema NTSC-M . Durante a década de 1980, o canal passou por sérios problemas financeiros e baixos níveis de sintonia. Entre 1979 e 1982 foi denominado Venezolana de Televisión, Canal Vermelho 8 , para se diferenciar de seu canal irmão, Televisora Nacional , que foi denominado Venezolana de Televisión Canal Vermelho 5 .
Em 1990 decidiu-se racionalizar os recursos do espectro radioelétrico devido à grave situação econômica do país, pondo fim às operações da Televisora Nacional (TVN), a outra emissora estatal então existente na Venezuela e que transmitido no canal 5 ( VHF ) de Caracas, fato consumado em dezembro de 1991. Por essa razão, naquele ano foi suprimida sua transmissão matinal, passando a ser transmitida às 12h00.
Durante a segunda tentativa de golpe em 1992, as instalações da Venezolana de Televisión, em particular a sua sede, foram submetidas a uma violenta tomada de poder militar com o número de mortos, todos trabalhadores do canal, com o propósito de que os golpistas convocassem a população a se levantar e ignorar o governo do então Presidente da República Carlos Andrés Pérez. A programação desse dia foi substituída por uma transmissão ao vivo improvisada dos estúdios localizados na urbanização Los Ruices, onde grande parte da população venezuelana pôde ver em suas telas personagens desconhecidos que pediam a insurreição. Os rebeldes foram prontamente controlados por forças leais ao governo e levados para a prisão. No entanto, foram absolvidos e libertados durante a última presidência de Rafael Caldera .
A VTV começou a retransmitir seu sinal na mesma frequência do antigo TVN . Durante a década de 1990, o segundo governo de Rafael Caldera tinha planos de privatizá-lo , algo que finalmente não aconteceu quando Chávez ganhou a presidência em 1998. A transmissão da TVN terminou em 4 de dezembro de 1998, quando o presidente Rafael Caldera, em Um de seus últimos atos do governo, transferiu a licença de operação a uma fundação da Arquidiocese de Caracas sem licitação, o que deu origem ao canal educacional de televisão Vale TV .

## Logotipo(s)

1964-1974
1974-1979
1979-1984
1984-1986
1992-1993
1993-1996
1998-2000
2000-2003
2003-2005
2005-2006
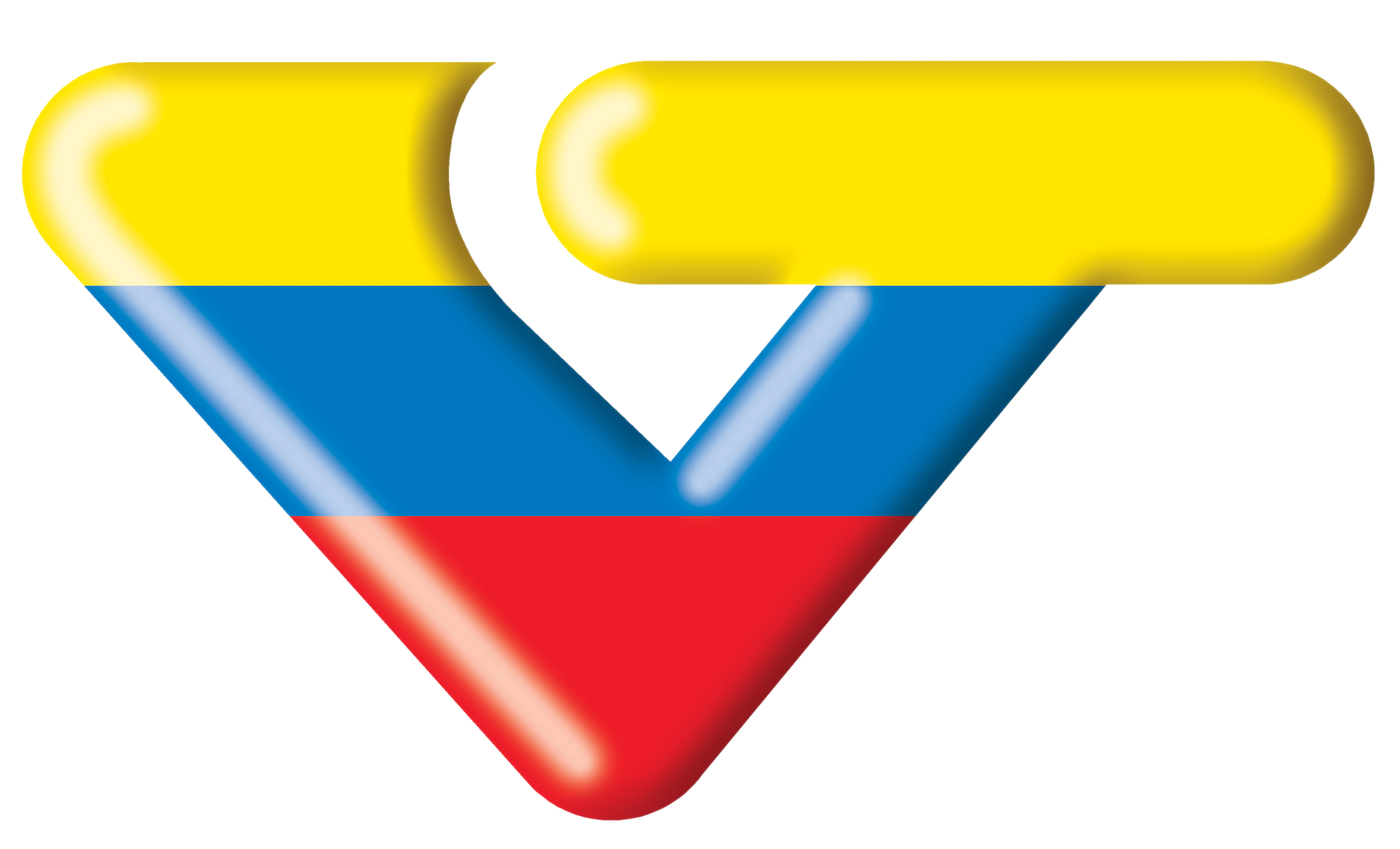
2006-2018
Desde 2018